# سكوت وولش
سكوت وولش (بالإنجليزية: Scott Welch)‏ مواليد 21 أبريل 1968 في نورفك، إنجلترا، المملكة المتحدة، هو ملاكم محترف إنجليزي سابق صنّف ضمن فئة الوزن الثقيل. كان خصمه في نزاله الأخير هو جوليوس فرانسيس حيث خسر أمامه.

## روابط خارجية
- سكوت وولش على موقع IMDb (الإنجليزية)
- سكوت وولش على موقع قاعدة بيانات الفيلم (الإنجليزية)
- سكوت وولش على موقع بوكس ريك (الإنجليزية) (registration required)